# Zapornia monasa
La schiribilla di Kosrae (Zapornia monasa (Kittlitz, 1858)) era un uccello della famiglia dei Rallidi originario dell'isola omonima (nota in passato come Kusaie), nell'arcipelago delle isole Caroline, nel Pacifico occidentale. Oggi ne rimangono solamente due esemplari impagliati, conservati a San Pietroburgo.

## Descrizione
La schiribilla di Kosrae era un piccolo Rallide incapace di volare lungo circa 18 cm. Era di colorazione generale nera con riflessi grigio-bluastri; la colorazione biancastra del mento si faceva marrone nella parte centrale della gola, e anche le primarie e la coda erano marroni; sul sottocoda erano presenti delle macchie bianche, così come sulle copritrici del sottoala, che erano di colore marroncino. L'iride e le zampe erano di colore rosso; il becco era nero all'estremità e più chiaro alla base.
In passato vi è stato un certo dibattito tra gli studiosi riguardo alla capacità o no di volare di questa specie. Le sue ali piccole e arrotondate e le penne della coda morbide e deboli spinsero già Stegmann a ipotizzare che essa non fosse in grado di volare, fatto oggi accettato da tutti gli studiosi. Nel 1977 Ripley, dopo aver attentamente esaminato gli esemplari giunti fino a noi, concluse che si trattava di una specie scura del genere Zapornia, derivata dalla schiribilla fuligginosa (Z. tabuensis) o dalla schiribilla di Henderson (Z. atra), dalle quali differiva per le maggiori dimensioni e per il becco più grande e robusto.

## Biologia
Questa schiribilla incapace di volare era una creatura solitaria, completamente terricola, che viveva nelle zone umide e ombrose delle foreste e delle paludi in vicinanza del mare. Kittlitz ne descrisse il canto come «attraente e risonante». Oltre a queste poche notizie, non sappiamo altro sulla biologia della specie.

## Estinzione
Nel dicembre del 1828, il barone Friedrich Heinrich von Kittlitz visitò l'isola di Kosrae, la più orientale delle isole Caroline, e vi rimase per circa un mese. Kosrae è un'elevata isola vulcanica che raggiunge i 656 m di altezza, ricoperta da una fitta foresta impenetrabile, che ai tempi di Kittlitz doveva ricoprire quasi l'intera superficie (a eccezione delle vette più alte dei monti e delle zone attorno ai villaggi dei nativi).
Durante il soggiorno a Kosrae, Kittlitz scoprì una piccola schiribilla nerastra e catturò quelli che sarebbero divenuti gli unici due esemplari conosciuti. Da allora, nessun ornitologo visitò più l'isola fino al 1880, quando vi giunse Otto Finsch: egli non riuscì, però, a trovare la schiribilla, malgrado avesse trascorso nove giorni alla sua ricerca. Coultas, uno dei membri della «Whitney South Sea Expedition», la cercò ancora tra il gennaio e il giugno del 1931 tra le paludi a livello del mare, e anche sui monti, dove era presente in passato. Egli annotò:
Con l'aiuto di un nativo delle isole Salomone, Coultas posizionò una serie di trappole per catturare la schiribilla, ma senza successo. Essa era probabilmente scomparsa negli anni successivi alla sua scoperta a causa della predazione da parte dei ratti. La specie era già rara perfino quando Kittlitz la scoprì, nel 1828, e durante i 50 anni successivi le navi baleniere visitarono regolarmente l'isola per fare rifornimento; i ratti presenti sulle navi, inevitabilmente, riuscirono a stabilirsi sulla terraferma. Nel 1880, sull'isola, ne furono trovati in numero ingente.